# Hans Alterthum
Hans Alerthum (Berlino, 30 settembre 1890 – Buenos Aires, 11 marzo 1955) è stato un chimico tedesco.
Pupillo del premio Nobel Walther Nernst, si occupò di metallurgia, svolgendo importanti ricerche su tungsteno e molibdeno.